# Scott Silver
Scott Silver é um roteirista e cineasta norte-americano. Como reconhecimento, foi nomeado ao Oscar 2011 na categoria de Melhor Roteiro Original por The Fighter. Recebeu outra indicação, agora ao Oscar 2020, na categoria de Melhor Roteiro Adaptado por seu trabalho em Joker.